# Municipio de Boone (condado de Union)
El municipio de Boone (en inglés: Boone Township) es un municipio ubicado en el condado de Union en el estado estadounidense de Arkansas. En el año 2010 tenía una población de 381 habitantes y una densidad poblacional de 3,72 personas por km².

## Geografía
El municipio de Boone se encuentra ubicado en las coordenadas 33°18′43″N 92°56′50″O / 33.31194, -92.94722. Según la Oficina del Censo de los Estados Unidos, el municipio tiene una superficie total de 102.52 km², de la cual 102,47 km² corresponden a tierra firme y (0,04 %) 0,04 km² es agua.

## Demografía
Según el censo de 2010, había 381 personas residiendo en el municipio de Boone. La densidad de población era de 3,72 hab./km². De los 381 habitantes, el municipio de Boone estaba compuesto por el 73,23 % blancos, el 23,88 % eran afroamericanos, el 0,79 % eran amerindios, el 0,26 % eran asiáticos, el 0,26 % eran de otras razas y el 1,57 % eran de una mezcla de razas. Del total de la población el 1,84 % eran hispanos o latinos de cualquier raza.